# Marcos Pérez Esquer
Es un abogado y político mexicano, miembro del Partido Acción Nacional (PAN), que ha sido Diputado Federal en dos ocasiones.
Es Contador Público, con Maestría en Finanzas, así como Licenciado en Derecho, con Especialidad y Maestría en Derecho Administrativo, y Maestría en Ciencias Jurídicas. Cuenta con diplomados en Defensa Internacional de los Derechos Humanos, en Protección Internacional de los Derechos Humanos de la Mujer, en Juicio de Amparo, en La Suprema Corte y los Derechos Humanos, y en Educación Financiera. Cuenta también con estudios de Maestría en Ciencia Política, de Maestría en Historia del Pensamiento, y de Doctorado en Derecho.
Ha sido Regidor, Delegado de la CONDUSEF en Sonora; miembro del Comité Ejecutivo Nacional del PAN; Tesorero Nacional del PAN; Tesorero General de la ODCA; y Director General de Programación, Presupuesto y Contabilidad de la Cámara de Diputados del Congreso de la Unión; así mismo, ha sido dos veces Diputado Federal (en las legislaturas LVIII y LXI, en la primera ocasión por mayoría relativa y en la segunda por la vía plurinominal). 
Es consultor jurídico y político, profesor de la Universidad La Salle, columnista en varios medios de comunicación, y Vicepresidente del Colegio Nacional de Abogados Municipalistas.